# اتیل سلولز
اتیل سلولز (به انگلیسی: Ethyl cellulose) با فرمول شیمیایی متغیر یک ترکیب شیمیایی است. که جرم مولی آن متغیر می‌باشد.
این ماده مشتقی از سلولز است که در آن برخی از گروه‌های هیدروکسیل روی واحدهای گلوکز تکراری به گروه‌های اتیل اتر تبدیل می‌شوند.  شمار گروه‌های اتیل بسته به سازنده می‌تواند متفاوت باشد.
این ماده عمدتاً به عنوان یک ماده پوشش نازک برای پوشش کاغذ، قرص‌های ویتامینی و پزشکی، و برای قوام دهنده در لوازم آرایشی و در فرآیندهای صنعتی به کار می‌رود.
اتیل سلولز با گرید غذایی یکی از معدود فیلم‌ها و غلیظ‌کننده‌های غیر سمی است که محلول در آب نیست. این ویژگی اجازه می‌دهد تا از آن برای محافظت از مواد در برابر آب استفاده شود.
اتیل سلولز همچنین به عنوان یک افزودنی غذایی به عنوان امولسیفایر به کار می‌رود (E462).
اتیل سلولز معمولاً به عنوان ماده پوششی برای قرص‌ها و کپسول‌ها به کار می‌رود، زیرا یک سد محافظ ایجاد می‌کند که از آزاد شدن سریع مواد فعال در دستگاه گوارش جلوگیری می‌کند. این ماده همچنین به عنوان چسب، قوام دهنده و تثبیت کننده در انواع فراورده‌های غذایی، آرایشی و بهداشتی و دارویی کاربرد دارد.